# Хаддлстон, Том
То́мас Э́ндрю (Том) Ха́ддлстон (англ. Thomas Andrew Huddlestone; родился 28 декабря 1986 года в Ноттингеме) — английский футболист, полузащитник.

## Карьера

### «Дерби Каунти»
Том Хаддлстон дебютировал в составе «Дерби Каунти» в первом туре чемпионата Англии сезона 2003/04 в матче против «Сток Сити», в котором его клуб проиграл 0:3, однако это не помешало Хаддлстону быть признанным лучшим игроком матча.

### «Тоттенхэм Хотспур»
В январе 2005 года Хаддлстон подписал контракт с клубом «Тоттенхэм Хотспур», заплатившим за его переход 3 млн фунтов. Хаддлстон доиграл за «Дерби» до конца сезона и присоединился к «Тоттенхэму». Там он, не проведя ни одной игры, был отдан на полгода в аренду в клуб «Вулверхэмптон Уондерерс». Любопытно, что свой единственный гол за «Вулверхэмптон» Хаддлстон забил в ворота «Дерби Каунти», своей бывшей команды. Зимой Хаддлстон вернулся в «Тоттенхэм» и 31 января 2006 года дебютировал в составе команды в матче с «Фулхэмом», проигранном 0:1, выйдя на замену.
26 января 2006 года Хаддлстон впервые вышел в стартовом составе команды в матче со «Славией» в Кубке УЕФА, в котором «Тоттенхэм» победил 1:0.
8 ноября того же года Хаддлстон забил дебютный гол за «шпор» в матче Кубка лиги с «Порт Вейл», в той же игре он забил свой второй мяч, который в дополнительное время принёс «Тоттенхэму» победу и выход в следующий круг.
В чемпионате Хаддлстоун впервые забил 17 декабря 2006 года, на 24-й минуте поразив ворота «Манчестер Юнайтед». В сезоне 2006/07 Хаддлстон стал считаться одним из самых многообещающих английских полузащитников, он даже за свою игру получил сравнение с Францем Беккенбауэром. Также Хаддлстоун стал одним из лидеров основного состава молодёжной сборной Англии.
25 декабря 2006 года Хаддлстон перезаключил контракт с клубом, продлив его на 4,5 года.
30 июня 2008 года Хаддлстоу подписал контракт на 5 лет, с существенно улучшенными условиями, однако в сезоне 2008/09 Хаддлстон чаще выходил на поле со скамьи запасных. В сезоне 2009/10 застолбил за собой место в центре поля в связке с Уилсоном Паласиосом, вытеснив Джермейна Джинаса.
15 марта 2010 года Хаддлстон продлил контракт с «Тоттенхэмом» до 2015 года.

### «Халл Сити»
14 августа 2013 года Том Хаддлстон заключил 3-летний контракт с «Халл Сити». Он дебютировал в первом матче сезона 2013/14, появившись на поле со скамейки запасных в выездном матче с «Челси». 28 декабря Хаддлстон забил первый гол за клуб в ворота «Фулхэма». 28 января 2014 года он выступил в статусе запасного вратаря после того, как вратарь «Халл Сити» Аллан Макргегор был удален с поля за драку со Стюартом О’Кифом из «Кристал Пэлас». Поскольку команда уже использовала все возможные замены, главный тренер Стив Брюс велел Хаддлстону взять на себя роль вратаря.
1 июля 2016 года контракт с клубом был продлен еще на два года.

### Возвращение в «Дерби Каунти»
15 июля 2017 года Хаддлстон вернулся в «Дерби Каунти», подписав двухлетний контракт с возможностью продления. 3 февраля 2018 года он отметился первым голом, забив в ворота «Брентфорда» на домашней арене. 1 июля 2020 года Хаддлстон сообщил, что сторонам не удалось договориться о продлении контракта и он покидает клуб.

### «Манчестер Юнайтед»
2 августа 2022 года Хаддлстон подписал контракт с «Манчестер Юнайтед» в качестве игрока-тренера команды до 21 года. Он заменил Пола Макшейна, который завершил карьеру в конце сезона 2021/22.

## Карьера в сборной
В октябре 2008 года он забил первый гол за молодёжную сборную со штрафного во втором матче Чемпионата Европы-2009 квалификационного плей-офф против Уэльса. Хотя игра закончилась вничью, которая обеспечила квалификацию для Англии, она была омрачена его удалением с поля во втором тайме.
В национальную сборную Англии был впервые вызван тренером Фабио Капелло на товарищеские матчи с США и Тринидадом и Тобаго. 14 ноября 2009 года дебютировал в товарищеском матче со сборной Бразилии, выйдя на замену на 81-й минуте. Также играл против Мексики и Японии.
В мае 2010 года Фабио Капелло включил 30 игроков, в том числе Тома Хаддлстона, в расширенный список претендентов на участие в чемпионате мира. Однако в окончательную заявку из 23 футболистов он не попал.
11 ноября 2012 года новый тренер сборной Англии Рой Ходжсон вызвал Тома Хаддлстона на товарищеский матч против Швеции.

## Статистика выступлений за сборную
| Матчи Тома Хаддлстона за сборную Англии | Матчи Тома Хаддлстона за сборную Англии | Матчи Тома Хаддлстона за сборную Англии | Матчи Тома Хаддлстона за сборную Англии | Матчи Тома Хаддлстона за сборную Англии | Матчи Тома Хаддлстона за сборную Англии | Матчи Тома Хаддлстона за сборную Англии |
| --------------------------------------- | --------------------------------------- | --------------------------------------- | --------------------------------------- | --------------------------------------- | --------------------------------------- | --------------------------------------- |
| №                                       | Дата                                    | Оппонент                                | Счёт                                    | Голы                                    | Соревнование                            |                                         |
| 1                                       | 14 ноября 2009                          | Бразилия                                | 0 : 1                                   | -                                       | Товарищеский матч                       |                                         |
| 2                                       | 24 мая 2010                             | Мексика                                 | 3 : 1                                   | -                                       | Товарищеский матч                       |                                         |
| 3                                       | 30 мая 2010                             | Япония                                  | 2 : 1                                   | -                                       | Товарищеский матч                       |                                         |
| 4                                       | 14 ноября 2012                          | Швеция                                  | 4 : 2                                   | -                                       | Товарищеский матч                       |                                         |